# كييل سفيري يوهانسن
كييل سفيري يوهانسن (بالنرويجية البوكمول: Kjell Sverre Johansen)‏ هو مجدف نرويجي، ولد في 20 يونيو 1944 في Nøtterøy ‏ في النرويج، وتوفي في 7 أكتوبر 1998 في باروم في النرويج.

## وصلات خارجية
- كييل سفيري يوهانسن على موقع الاتحاد الدولي للتجديف (الإنجليزية)
- كييل سفيري يوهانسن على موقع اللجنة الأولمبية الدولية (الإنجليزية)
- كييل سفيري يوهانسن على موقع أوليمبيديا (الإنجليزية)